# Chondrinidae
De Chondrinidae zijn een familie van slakken uit de orde Stylommatophora.

## Geslachten
- Abida Turton, 1831
- Chondrina Reichenbach, 1828
- Granaria Held, 1838
- Graniberia Gittenberger, Groenenberg & Kokshoorn, 2016
- Granopupa Boettger, 1889
- Rupestrella Monterosato, 1894
- Solatopupa Pilsbry, 1917